# Summertime (песня Кенни Чесни)
«Summertime»  — песня американского кантри-певца и автора-исполнителя Кенни Чесни, вышедшая 11 апреля 2006 года в качестве третьего сингла из его десятого студийного альбома The Road and the Radio (2005) на лейбле BNA Records. Песня заняла первое место в Топ-10 американского кантри-чарта Hot Country Songs и 1-е в Канаде, а также получила 2-кратную платиновую сертификацию в США. «Summertime» написана Крейгом Уайзманом и Стивом Макьюэном.

## История
Соавтор Крейг Уайзмен рассказал The Boot, что они с Макьюэном работали над песней «My Old Friend» для Тима Макгроу, пока тот не сделал перерыв в работе и не вышел на задние ступеньки своего офиса. Уайзмен сказал: «Это была та первая ночь, когда тепло и чувствуется запах растущей травы. Я вышел на улицу и подумал: „Чувак… лето! Почувствуйте этот запах! Это была первая тёплая ночь лета. Это было здорово“». Он также рассказал, что на следующий день он ехал на работу со Стивом и не мог перестать повторять «Summertime!». Как только он добрался до офиса, он включил ударные и продолжал повторять ее. Уайзмен сказал, что изначально не хотел называть песню «Summertime», потому что хотел быть оригинальным, но постоянно возвращался к этому названию.
В песне рассказывается о самых разных занятиях, которые происходят летом.

## Музыкальное видео
Премьера музыкального видео состоялась на канале CMT 8 февраля 2007 года. Видео снималось на различных концертах, а режиссёрами выступили Кенни Чесни и Шон Сильва. Это был режиссёрский дебют Кенни.

## Чарты
«Summertime» продержался одну неделю на 60-м месте в чарте Hot Country Songs за 26 ноября 2005 года. На неделе 15 апреля 2006 года песня вновь вошла под номером 31 в чарт Billboard Hot Country Songs. Она достигла первого места и оставалась там пять недель подряд, пока её не сместила песня «The World» Брэда Пейсли.

### Еженедельные чарты
| Чарт (2006)                       | Высшая позиция |
| --------------------------------- | -------------- |
| США (Billboard Hot Country Songs) | 1              |
| США (Billboard Hot 100)           | 34             |
| США Billboard Pop 100             | 51             |
| Канада (Billboard Country)        | 1              |

### Годовые итоговые чарты
| Чарт (2006)                   | Позиция |
| ----------------------------- | ------- |
| США Country Songs (Billboard) | 3       |

## Сертификации
| Регион                                                                      | Сертификация  | Продажи   |
| --------------------------------------------------------------------------- | ------------- | --------- |
| США (RIAA)                                                                  | 2× Платиновый | 2 000 000 |
| Данные о продажах + прослушиваниях приведены только на основе сертификации. |               |           |